# The Real
The Real é um talk show norte-americano apresentado por Loni Love, Adrienne Bailon, Jeannie Mai, Tamera Mowry e Garcelle Beauvais. Dono de um formato já conhecido do público, o programa inova por seu painel: apresentadoras mais jovens e de personalidades fortes. O talk show foi exibido numa "temporada-teste" durante quatro semanas do verão de 2013 em sete cidades pela Fox. O sucesso nas audiências e a resposta positiva do público fez a Fox fixar o programa a sua rede de programação, trazendo uma nova temporada para o segundo semestre de 2014. O programa contou também com a cantora Tamar Braxton como uma de suas apresentadoras na temporada teste e as duas outras primeiras temporadas, mas ela foi desligada do programa no primeiro semestre de 2016, antes do início da terceira temporada.
Em 8 de abril de 2022, foi relatado que The Real havia sido cancelado e a oitava temporada seria a última. Os custos de produção devido ao COVID-19 foram atribuídos ao cancelamento do programa.

## Apresentadoras

### Atualmente
- Adrienne Bailon: Julho de 2013 (tempoarada teste) - presente
- Loni Love: Julho de 2013 (tempoarada teste) - presente
- Jeannie Mai: Julho de 2013 (tempoarada teste) - presente
- Tamera Mowry: Julho de 2013 (tempoarada teste) - 2020
- Amanda Seales: Janeiro de 2020 (6ª temporada) - presente
- Garcelle Beauvais: Setembro de 2020 - presente

### Outras
- Tamar Braxton: Junlo de 2013 (tempoarada teste) - Maio de 2016 (2ª temporada)

#### Apresentadoras convidadas
Algumas celebridades eram convidadas para apresentar o "The Real" por um dia ou por uma semana recorrentemente ou no caso de ausência de alguma das apresentadoras fixas. Entre elas, destacam-se:

- Tisha Campbell
- Mel B
- Michelle Williams
- Eve
- Joseline Hernandez
- Yvette Nicole Brown
- Monica

e outros

## Episódios

### Episódios notáveis
- Em 2013, na temporada teste foram exibidos 20 episódios em 7 estados dos Estados Unidos.
- Em 24 de fevereiro de 2015, o programa celebrou seu 100º episódio, já sendo exibidas em todo o território nacional.[7]
- Em 2 de novembro de 2015, em uma entrevista exclusiva com Rachel Dolezal, as apresentadoras fizeram a figura polêmica admitir pela primeira vez em público que ela nasceu branca.[8]
- Em Janeiro de 2016, as apresentadoras foram convidadas pela então primeira-dama Michelle Obama para gravarem um programa na Casa Branca, onde fizeram uma entrevista exclusiva com Michelle sobre educação.[9][10]
- Em 16 de novembro de 2016, o programa exibiu o casamento da apresentadora Adrienne Bailon com o cantor gospel Israel Houghton. O casamento aconteceu em Paris e as outras três apresentadoras (Tamera, Jeannie e Loni) estiveram presentes.[11]
- Em 18 de setembro de 2017, a partir de sua 4ª temporada, o programa passou a ser apresentado ao vivo.[12]
- Em 30 de Abril de 2018, as apresentadoras celebraram ao vivo sua vitória no Daytime Emmy Awards, indo direto das festividades da premiação ao palco.[13]
- Em 17 de Fevereiro de 2020, o programa comemorou seu 1000º episódio, recebendo Ellen DeGeneres como entrevistada e uma mensagem especial de Oprah, entre outras celebridades.[14]

## Awards and nominations
| Ano  | Premiação                  | Categoria                                                                       | Indicação para                                                                                | Resultado | Ref    |
| ---- | -------------------------- | ------------------------------------------------------------------------------- | --------------------------------------------------------------------------------------------- | --------- | ------ |
| 2015 | 42º Daytime Emmy Awards    | Destaque para 'Hairstyling'                                                     | Robbi Rogers, Kya Bilal, Alyson Black-Barrie, Ray Dodson, Adriana Tesler, Noogie Thai         | Indicado  | [ 15 ] |
| 2015 | 42º Daytime Emmy Awards    | Destaque para Maquiagem                                                         | Sarah Hall, Pamela Farmer, Motoko Honjo, Hyun-Jung Kim, Uzmee Krakovszki, Terrell Mullin      | Indicado  | [ 15 ] |
| 2016 | 43º Daytime Emmy Awards    |                                                                                 |                                                                                               |           |        |
| 2016 | 43º Daytime Emmy Awards    | Destaque de Talk Show de Entretenimento                                         | The Real                                                                                      | Indicado  | [ 16 ] |
| 2016 | 43º Daytime Emmy Awards    | Destaque de Apresentador(a)(es) de talk show de Entretenimento                  | Bailon, Braxton, Love, Mai, Mowry-Housley                                                     | Indicado  | [ 16 ] |
| 2016 | 43º Daytime Emmy Awards    | Destaque para 'Hairstyling'                                                     | Roberta Rogers-Windley, Ray D, James Davis, Jeuge Master Karim, Noogie Thai                   | Indicado  | [ 16 ] |
| 2016 | 43º Daytime Emmy Awards    | Destaque para Maquiagem                                                         | Melanie Mills, Glen Alen, Motoko Honjo Clayton, Eva Kim, Uzmee Krakovski, Keesh Winkler-Smith | Indicado  | [ 16 ] |
| 2017 | 48º NAACP Image Awards     | Talk Show em Destaque                                                           | The Real                                                                                      | Indicado  | [ 17 ] |
| 2017 | 44º Daytime Emmy Awards    | Destaque de Apresentador(a)(es) de talk show de Entretenimento                  | Braxton, Bailon-Houghton, Love, Mai, Mowry-Housley                                            | Indicado  | [ 18 ] |
| 2018 | 49º NAACP Image Awards     | Talk Show em destaque                                                           | The Real                                                                                      | Venceu    | [ 19 ] |
| 2018 | 45º Daytime Emmy Awards    | Talk Show de entretenimento em destaque                                         | The Real                                                                                      | Indicado  | [ 20 ] |
| 2018 | 45º Daytime Emmy Awards    | Destaque para direção de talk show/programa de entretenimento/programa matutino | The Real                                                                                      | Indicado  | [ 20 ] |
| 2018 | 45º Daytime Emmy Awards    | Destaque de Apresentador(a)(es) de talk show de Entretenimento                  | Bailon-Houghton, Love, Mai, Mowry                                                             | Venceu    | [ 21 ] |
| 2018 | 44º People's Choice Awards | Talk Show Diurno de 2018                                                        | The Real                                                                                      | Indicado  |        |
| 2019 | 50º NAACP Image Awards     | Talk show em destaque                                                           | The Real                                                                                      | Venceu    | [ 22 ] |
| 2019 | 46º Daytime Emmy Awards    | Talk Show de Entretenimento em destaque                                         | The Real                                                                                      | Indicado  | [ 23 ] |
| 2019 | 46º Daytime Emmy Awards    | Apresentador(es) de talk show em destaque                                       | Bailon-houghton, Love, Mai, Mowry-Housley                                                     | Indicado  | [ 23 ] |
| 2019 | 46º Daytime Emmy Awards    | Direção de Talk Show/Programa Diurno em destaque                                | The Real                                                                                      | Indicado  | [ 23 ] |
| 2019 | 46º Daytime Emmy Awards    | Performance Musical em Programa Diurno                                          | Adrienne Houghton & Israel Houghton - "Secrets"                                               | Indicado  | [ 23 ] |
| 2019 | 46º Daytime Emmy Awards    | Hairsyling em destaque                                                          | The Real                                                                                      | Indicado  | [ 23 ] |
| 2019 | 45º People's Choice Awards | Talk Show Diurno de 2019                                                        | The Real                                                                                      | Indicado  | [ 24 ] |

## Ligações Externas
«Site Oficial»